# Filipovți, Pernik
Filipovți (în bulgară Филиповци) este un sat în comuna Trăn, regiunea Pernik,  Bulgaria. 

## Demografie
Componența etnică a satului Filipovți
     Bulgari (91,25%)
     Nicio identificare (8,75%)
     Altele (0%)
La recensământul din 2011, populația satului Filipovți era de 160 locuitori. Din punct de vedere etnic, majoritatea locuitorilor (91,25%) erau bulgari. Pentru 8,75% din locuitori nu este cunoscută apartenența etnică.